# تشاه باشة (نارستان)
تشاه باشة (بالفارسية: چاه باشه) هي قرية تقع في إيران في قسم نارستان الريفي.